# Олуеву
Олуеву (д/н — 1835) — 34-й алаафін (володар) держави Ойо в 1833—1835 роках.

## Життєпис
Можливо походив з гілки правлчої династії, пов'язоною з Ілоріном. 1833 року після смерті алаафіна Амодо за невідомих обставин прийшов до влади. Відмовився прийняти іслам, натомість уклав союз Боргу проти Ілоріна та халіфату Сокото. Втім останній зумів підкорити Ілорін, перетворивши його на емірат.
Ситуацію погрішило рішення Великої Британії 1833 року боротися з работоргівлею. Внаслідок цього почалися рейди проти суден, що перевозили рабів. Це завдало удару доходам алаафіна.
В наступних кампаніях Олуеву спочатку мав успіху, але через повстання на півночі зрештою зазнав поразки. війська Сокото відкритов иступили проти Ойо, захопивши 1835 року його столицю Ойо-Ілі. Її було сплюндровано і пограбовано, а сам Олуеву загинув. Лише 1837 року ойо-месі (вища рада) змогла обрати нового алаафіна. Ним став Атібе.